# Watarirōka Hashiritai
Watarirōka Hashiritai (渡り廊下走り隊, officiellement transcrit en Watarirouka Hashiritai) est un groupe de musique féminin japonais formé en octobre 2008 et dissous en décembre 2013.
Il est l'un des sous-groupes du groupe AKB48 dont ses membres font partie en parallèle. Il est renommé en 2011 Watarirōka Hashiritai 7 (渡り廊下走り隊7, le "7" étant prononcé "seven").

## Histoire

### Okashina Sisters
En mars 2008, trois membres du groupe AKB48, les idoles japonaises Mayu Watanabe, Aika Ōta et Haruka Nakagawa, forment en parallèle le groupe Okashina Sisters (お菓子なシスターズ), créé à titre provisoire pour interpréter le thème de fin de la série anime Miracle! Mimika (味楽る!ミミカ), la chanson Koi no Chewing qui ne sort alors pas en single et restera l'unique titre du groupe.

### Watarirōka Hashiritai
En octobre 2008, les trois membres d'Okashina Sisters, rejointes par Natsumi Hirajima d'AKB48, forment le nouveau groupe Watarirōka Hashiritai, toujours en parallèle à AKB48. Son producteur Yasushi Akimoto le présente alors comme une recréation avec de nouveaux membres d'un de ses anciens groupes des années 1980 : Ushirogami Hikaretai.
Le groupe sort son premier single en janvier 2009, un "double face A" qui se classe no 10 à l'oricon, dont le deuxième titre Aoi Mirai sert de thème d'ouverture de la série anime Blue Dragon, et qui contient en troisième titre la chanson Koi no Chewing de Okashina Sisters. La chanson-titre du troisième single du groupe, Kanpeki Gū no Ne, sert de thème de fin à la série anime adaptée du manga Fairy Tail. Une cinquième membre rejoint le groupe en février 2010 : Ayaka Kikuchi d'AKB48. Le mois suivant, son quatrième single AkKanbe Bashi se classe no 1. À partir de juin 2010, les cinq membres du groupe participent à une émission de radio, rejointes par deux autres membres d'AKB48, Mika Komori et Misaki Iwasa, modifiant dans le seul cadre de l'émission le nom du groupe en Watarirōka Hashiritai 7. Deux singles et un album sortent encore avec la formation à cinq membres durant le reste de l'année. Comme les disques précédents, tous se classent dans le top 10.

### Watarirōka Hashiritai 7
À partir de 2011, les disques du groupe sortent désormais sous le nom Watarirōka Hashiritai 7 avec la formation à sept membres de l'émission de radio. Le premier single de cette nouvelle formation, Valentine Kiss, est une reprise d'une chanson de "Sayuri Kokusho avec Onyanko Club" sortie en single en 1986 ; la reprise se classe no 2 à l'oricon, comme l'originale 25 ans auparavant. Début 2012, l'une des membres, Natsumi Hirajima, quitte le groupe et AKB48 à la suite de la révélation d'une liaison. Elle est remplacée deux mois plus tard au sein de Watarirōka Hashiritai 7 par Kazumi Urano, du groupe affilié SDN48.
Le 14 novembre 2013, le groupe a annoncé la date de sa dissolution, qui sera le 25 décembre 2013, avec la sortie de leur première et seule compilation,.

## Membres
Okashina Sisters
- 2008 : Mayu Watanabe ; Aika Ōta ; Haruka Nakagawa

Watarirōka Hashiritai
- 2009 : Mayu Watanabe ; Aika Ōta ; Haruka Nakagawa ; Natsumi Hirajima
- 2010 : Mayu Watanabe ; Aika Ōta ; Haruka Nakagawa ; Natsumi Hirajima ; Ayaka Kikuchi

Watarirōka Hashiritai 7
- 2011 : Mayu Watanabe ; Aika Ōta ; Haruka Nakagawa ; Natsumi Hirajima ; Ayaka Kikuchi ; Mika Komori ; Misaki Iwasa
- 2012 : Mayu Watanabe ; Aika Ōta ; Haruka Nakagawa ; Ayaka Kikuchi ; Mika Komori ; Misaki Iwasa ; Kazumi Urano

## Discographie

### Albums
Watarirōka Hashiritai

### Compilation
Watarirōka Hashiritai 7

### Singles
Watarirōka Hashiritai
1. 28 janvier 2009 : Hatsukoi Dash / Aoi Mirai (初恋ダッシュ／青い未来?)  (+ Koi no Chewing (恋のチューイング?) par Okashina Sisters)
2. 22 avril 2009 : Yaruki Hanabi (やる気花火?)
3. 11 novembre 2009 : Kanpeki Gu~none (完璧ぐ～のね?)
4. 17 mars 2010 : AkKanbe Bashi (アッカンベー橋?)
5. 30 juin 2010 : Seishun no Flag (青春のフラッグ?)
6. 1er septembre 2010 : Gyu (ギュッ?)

Watarirōka Hashiritai 7
1. 1er février 2011 : Valentine Kiss (バレンタイン・キッス?)
2. 3 août 2011 : Etappi Wink (へたっぴウィンク?)
3. 30 novembre 2011 : Kibō Sanmyaku (希望山脈?)
4. 30 mai 2012 : Shōnen yo Uso wo Tsuke (少年よ 嘘をつけ！?)

### DVD
- 2009.03.28 : 初恋ダッシュ
- 2009.05.13 : やる気花火
- 2009.11.11 : 完璧ぐ〜のね
- 2010.03.17 : アッカンベー橋
- 2010.06.30 : 青春のフラッグ